# The Ringer (Antarktika)
Koordinaten: 77° 15′ S, 162° 3′ O
The Ringer ist eine ringförmige Seitenmoräne im ostantarktischen Viktorialand. Sie liegt im Mündungsgebiet des Ringer-Gletschers in den Miller-Gletscher.
Der deskriptive Name taucht erstmals auf einer neuseeländischen Landkarte aus dem Jahr 1961 auf. Das Advisory Committee on Antarctic Names bestätigte die Benennung im Jahr 1995.